# Chrysina aenigmatica
Chrysina aenigmatica är en skalbaggsart som beskrevs av Moron 1990. Chrysina aenigmatica ingår i släktet Chrysina och familjen Rutelidae. Inga underarter finns listade i Catalogue of Life.